# 硬叶银穗草
硬叶银穗草（学名：Leucopoa sclerophylla），为禾本科银穗草属下的一个植物种。